# Francesco Gasparini
Francesco Gasparini (Camaiore, 1661. március 19. – Róma, 1727. március 22.) itáliai barokk zeneszerző és zenetanár, akinek műveit egész Itáliában, de alkalmanként Németországban és Angliában is előadták.

## Életpályája
A Lucca melletti Camaioréban született, Rómában tanult Arcangelo Corellinél és Bernardo Pasquininél. Itt készült első fontos operája, a Roderico (1694). 1702, Velencébe ment, és a város egyik vezető zeneszerzőjévé vált. 1720-ban visszatért Rómába utolsó fontos művéhez, a Tigranéhoz (1724). Ő írta az első operát Hamlet történetének felhasználásával (Ambleto, 1705), bár ez nem Shakespeare drámája alapján készült.
Gasparini tanár is volt, Benedetto Marcello, Johann Joachim Quantz és Domenico Scarlatti oktatója. Zenei igazgatója volt a Pio Ospedale della Pietànak, ahol Antonio Vivaldit alkalmazta hegedűtanárként.
Értekezést írt a csembalóról (1708).
Egy időben Pietro Metastasio eljegyezte a lányát.
Rómában halt meg 1727-ben.

## Művei

### Operák
| Sorszám | Cím | Librettó                                     | Műfaj                        | Felvonás               | Premier          | Helység, színház                 | Megjegyzés |
| ------- | --- | -------------------------------------------- | ---------------------------- | ---------------------- | ---------------- | -------------------------------- | --- |
| 1.      | Roderico | Giovanni Battista Bottalino                  | zenedráma                    | 3                      | 1686. 12. 20.    | Livorno                          | ajánlat: 1686. 12. 20. módosítás 1694. 01. 25. Róma, Teatro della Pace |
| 2.      | Bellerofonte | Giuseppe Maria Conti                         | zenedráma                    | 3                      | 1690-03 karnevál | Róma, Collegio Clementino        | |
| 3.      | Amor vince lo sdegno, ovvero L'Olimpia placata                                                                                        | Aurelio Aureli                               | zenedráma                    | 3                      | 1692-02-09       | Róma, Teatro Capranica           | |
| 4.      | La costanza nell'Amor Divino, ovvero La Santa Rosalia (3. felvonás Gasparini, 1. felvonás De Luca, 2. felvonás Flavio Carlo Lanciani) | Pietro Ottoboni                              | zenedráma                    | 3                      | 1696             | Róma, Cancelleria                | átdolgozás L'amante del cielo, 1699-02-13, Róma, Collegio Nazareno |
| 5.      | Totila in Roma | Matteo Noris                                 | zenedráma                    | 3                      | 1696. február    | Palermo, Teatro Santa Cecilia    | |
| 6.      | Aiace | Pietro d'Averara                             | zenedráma                    | 3                      | 1697-11-01       | Nápoly, Teatro San Bartolomeo    | |
| 7.      | Gerone tiranno di Siracusa | Aurelio Aureli                               | zenedráma                    | 3                      | 1700             | Genova, Teatro Falcone           | |
| 8.      | Tiberio imperatore d'Oriente | Giovanni Domenico Pallavicini                | zenedráma                    | 3                      | 1702-03 karnevál | Velence, Teatro San Angelo       | átdolgozás Le vicende d'amore e di fortuna, 1709. karnevál Velence, San Fantino |
| 9.      | Gli imenei stabiliti dal caso | Francesco Silvani                            | zenedráma                    | 3                      | 1703-03 karnevál | Velence, Teatro San Cassiano     | |
| 10.     | Il più fedel fra i vassalli | Francesco Silvani                            | zenedráma                    | 3                      | 1703-03 karnevál | Velence, Teatro San Cassiano     | előadva mint Antioco, 1711. 12. 12. London, Haymarket |
| 11.     | Il miglior d'ogni amore per il peggiore d'ogni odio                                                                                   | Francesco Silvani                            | zenedráma                    | 3                      | 1703-11-07       | Velence, Teatro San Cassiano     | |
| 12.     | La fede tradita e vendicata | Francesco Silvani                            |                              |                        | 1704-01-05       | Velence, Teatro San Cassiano     | felajánlva 1704. január 5. felújítás: Giuseppe Vignola (1707. karnevál, Nápoly, San Bartolomeo); felújítás: Orlandini (1712. augusztus, Bologna, Teatro Marsigli-Rossi); áriák: Orlandini, Giovanni Battista Bononcini és Francesco Mancini mint Ermelinda, 1713. február 26., London, Haymarket); felújítás: 1719. karnevál, Torino, Teatro Carignano |
| 13.     | La maschera levata al vizio | Francesco Silvani                            | zenedráma                    | 3                      | 1704-11-04       | Velence, Teatro San Cassiano     | |
| 14.     | Fredegonda | Francesco Silvani                            | zenedráma                    | 3                      | 1704-12-26       | Velence, Teatro San Cassiano     | |
| 15.     | Il principato custodito dalla frode                                                                                                   | Francesco Silvani                            | zenedráma                    | 3                      | 1705-02-02       | Velence, Teatro San Cassiano     | |
| 16.     | Alarico, ovvero L'ingratitudine castigata (km. Tomaso Albinoni és mások)                                                              | Francesco Silvani                            | dramma per musica            | 3                      | 1705-06-00       | Palermo, Teatro Santa Cecilia    | |
| 17.     | Antioco | Apostolo Zeno és Pietro Pariati              | zenedráma                    | 3                      | 1705-11-00       | Velence, Teatro San Cassiano     | |
| 18.     | Ambleto (Hamlet) | Apostolo Zeno és Pietro Pariati              | zenedráma                    | 3                      | 1705-03 karnevál | Velence, Teatro San Cassiano     | felújítás G. Vignola (1711. 11. 4. Nápoly, Teatro San Bartolomeo); felújítás (London, Haymarket, 1712. február 22. |
| 19.     | Statira | Apostolo Zeno és Pietro Pariati              | zenedráma                    | 3                      | 1705-03 karnevál | Velence, Teatro San Cassiano     | felújítás: G. Vignola Le regine di Macedonia címmel, 1708. Nápoly, San Bartolomeo |
| 20.     | Taican re della Cina | Urbano Rizzi                                 | tragédia                     | 5                      | 1707-01-04       | Velence, Teatro San Cassiano     | |
| 21.     | Anfitrione | Pietro Pariati? és Apostolo Zeno             | tragikomédia                 | prológus és 5 felvonás | 1707-11-13       | Velence, Teatro San Cassiano     | |
| 22.     | L'amor generoso | Apostolo Zeno                                | zenedráma                    | 3                      | 1707-12-01       | Velence, Teatro San Cassiano     | felújítás G. de Bottis (Nápoly, San Giovanni dei Fiorentini, 1708. december 30.), felújítás San Lapis La fede in cimento címmel, 1730. karnevál, Velence, Teatro San Cassiano |
| 23.     | Flavio Anicio Olibrio | Apostolo Zeno és Pietro Pariati              | zenedráma                    | 3                      | 1707-03 karnevál | Velence, Teatro San Cassiano     | felújítás (1722. karnevál, Milánó, Teatro Regio Ducale); mint Ricimero? (ugyanakkor Torino, Teatro Carignano), egy ária C. I. Monza |
| 24.     | Engelberta (4. & 5. felvonás Gasparini, 1. & 3. felvonás Albinoni)                                                                    | Apostolo Zeno és Pietro Pariati              | zenedráma                    | 5                      | 1708-03 karnevál | Velence, Teatro San Cassiano     | a La capricciosa e il credulo intermezzóval |
| 25.     | Alciade, ovvero L'eroico amore (La violenza d'amore) (1. felvonás Gasparini, 2. felvonás Pollarolo, 3. felvonás Francesco Ballarotti) |                                              | tragikomédia                 | 3                      | 1709-00-01       | Bergamo                          | L'amante impazzito címmel, 1714 ősze, Velence, San Fantino |
| 26.     | Atenaide (3. felvonás Gasparini, 1. felvonás Andrea Stefano Fiorè, 2. felvonás Caldara)                                               | Apostolo Zeno                                | zenedráma                    | 3                      | 1709-00-02       | Milánó, Teatro Regio Ducale      | Teodosio ed Eudossia címmel (Grimani) (1716 ősze, Wolfenbüttel) km. Fux és Caldara; mint Teodosio, Hamburg, 1718. november 14. |
| 27.     | La principessa fedele | Agostin Piovene                              | zenedráma                    | 3                      | 1709-11-10       | Velence, Teatro San Cassiano)    | intermezzóval Zamberlucco; mint Cunegonda? 1718. karnevál, Mantova, Arciducale |
| 28.     | Sesostri re d'Egitto | Pietro Pariati                               | zenedráma                    | 3                      | 1709-03 karnevál | Velence, Teatro San Cassiano     | Il nuovo mondo és Tulpiano intermezzókkal |
| 29.     | La ninfa Apollo (km. Antonio Lotti | Francesco de Lemene                          | tréfás pásztorjáték          |                        | 1709-03 karnevál | Velence, Teatro San Cassiano     | |
| 30.     | L'amor tirannico | Domenico Lalli                               | zenedráma                    | 5                      | 1710-09 ősze     | Velece, Teatro San Cassiano      | |
| 31.     | Tamerlano | Agostin Piovene                              | tragédia                     |                        | 1711-01-24       | Velence, Teatro San Cassiano     | felújítás Il Bajazet, 1719, Reggio Emilia, Bajazette címmel, 1723, Velence, Teatro San Samuele, Ascension Fair 1723 |
| 32.     | Costantino | Apostolo Zeno, Pietro Pariati                | zenedráma                    | 5                      | 1711-11-08       | Velence, Teatro San Cassiano     | |
| 33.     | Metrope | Apostolo Zeno                                | zenedráma                    | 3                      | 1711-03 karnevál | Velence, Teatro San Cassiano     | |
| 34.     | Eraclio (2.fv. Gasparini, 1.fv. anon, 3.fv. Pollarolo)                                                                                | Pietro Antonio Bernadoni                     | dráma                        | 3                      | 1712             | Róma, Cancelleria                | |
| 35.     | Il commando non inteso ed ubbidito | Francesco Silvani                            | zenedráma                    | 3                      | 1713-03 karnevál | Milánó, Teatro Regio Ducale      | Zoe, ovvero Il commando non inteso ed ubbidito címmel, 1721 karnevál Róma, Pace |
| 36.     | La verità nell'inganno | Francesco Silvani                            | zenedráma                    | 3                      | 1713-03 karnevál | Velence, Teatro San Cassiano     | |
| 37.     | L'amore politico e generoso della regina Ermengarda (Giovanni Maria Capelliel)                                                        |                                              | zenedráma                    | 3                      | 1713-03 karnevál | Mantova                          | |
| 38.     | Lucio Papirio | Antonio Salvi                                | zenedráma                    | 3                      | 1714-03 karnevál | Róma, Capranica                  | Intermezzo Barilotto e Serpina |
| 39.     | Eumene | Apostolo Zeno                                | zenedráma                    | 3                      | 1714-03          | Reggio Emilia, Teatro Pubblico   | felújítás 1 October 1715 Nápoly, Reggio Palazzo, 17 ária Leo & mások, intermezzók: Mirena & L'alfier fanfarone |
| 40.     | Amor vince l'odio, ovvero Timocrate                                                                                                   | Antonio Salvi                                | zenedráma                    | 3                      | 1715-02-11       | Firenze, Teatro del Cocomero     | |
| 41.     | Il tartaro nella Cina | Antonio Salvi                                | zenedráma                    | 3                      | 1715             | Reggio Emilia, Teatro Pubblico   | |
| 42.     | Ciro | Matteo Noris                                 | zenedráma                    | 3                      | 1716-03 karnevál | Róma, Capranica                  | |
| 43.     | Vincislao | Apostolo Zeno                                | zenedráma                    | 3                      | 1716-03 karnevál | Róma, Capranica                  | adaptáció Francesco Mancini, 26 December 1714, Nápoly, San Bartolomeo |
| 44.     | Il gran Cid | a Jacopo Alberghetti                         | zenedráma                    | 3                      | 1717-03 karnevál | Nápoly, San Bartolomeo           | |
| 45.     | Intermezzi in derisione della setta maomettana                                                                                        | Girolamo Gigli                               |                              |                        | 1717-03 karnevál | Róma, Szeminárium                | |
| 46.     | Pirro | Apostolo Zeno                                | zenedráma                    | 3                      | 1717-03 karnevál | Róma, Capranica                  | |
| 47.     | Il trace in catena (két tanulóval) | Antonio Salvi                                | zenedráma                    | 3                      | 1717-03 karnevál | Róma, Capranica                  | |
| 48.     | Democrito |                                              | zenedráma                    | 3                      | 1718-02 karnevál | Torino, Carignano                | |
| 49.     | Nana francese e Armena (Mirena e Floro)                                                                                               |                                              | intermezzo                   |                        | 1718-02          | Drezda                           | |
| 50.     | Astianatte | Antonio Salvi                                | zenedráma                    | 3                      | 1719-03 karnevál | Róma, Teatro Alibert             | felújítás, 1722 karnevál Milánó, Teatro Regio Ducale |
| 51.     | Lucio Vero | Apostolo Zeno                                | zenedráma                    | 3                      | 1719-03 karnevál | Róma, Teatro Alibert             | |
| 52.     | Tigrane re d'Armenia (km. Francesco Bartolomeo Conti, Giuseppe Maria Orlandini és Antonio Vivaldi)                                    |                                              | zenedráma                    | 3                      | 1719. június     | Hamburg                          | |
| 53.     | L'oracolo del fato | Pietro Pariati                               | zenei kompozíció             |                        | 1719-10-01       | Bécs, Hoftheater                 | |
| 54.     | Amore e maestà | Antonio Salvi                                | zenedráma                    | 3                      | 1720-03 karnevál | Róma, Teatro Alibert             | |
| 55.     | Faramondo | Apostolo Zeno                                | zenedráma                    | 3                      | 1720-03 karnevál | Róma, Teatro Alibert             | |
| 56.     | La pace fra Seleuco e Tolomeo | Adriano Morselli, felújítás: Andrea Trabucco | zenedráma                    | 3                      | 1720-03 karnevál | Milánó, Teatro Regio Ducale      | |
| 57.     | Il Vecchio Avaro | Antonio Salvi                                | intermezzo                   |                        | 1720             | Firenze?                         | |
| 58.     | Nino (2.fv. Gasparini, 1.fv. Capelli, 3.fv. Antonio Maria Bononcini)                                                                  | Ippolito Zanelli                             | zenedráma                    | 3                      | 1720             | Reggio Emilia, Teatro Pubblico   | |
| 59.     | Dorinda | Benedetto Marcello?                          | pásztorjáték                 |                        | 1723-03 karnevál | Róma                             | |
| 60.     | Silvia | Enrico Bissari                               | pásztorjáték                 |                        | 1723-03 karnevál | Foligno                          | |
| 61.     | Gli equivoci d'amore e d'innocenza | Antonio Salvi                                | zenedráma                    | 3                      | 1723-09 ősz      | Velence, San Giovanni Grisostomo | |
| 62.     | Tigrena |                                              | pásztorjáték, intermezzókkal |                        | 1724-01-02       | Róma, Palazzo De Mello de Castro | |

### Egyéb

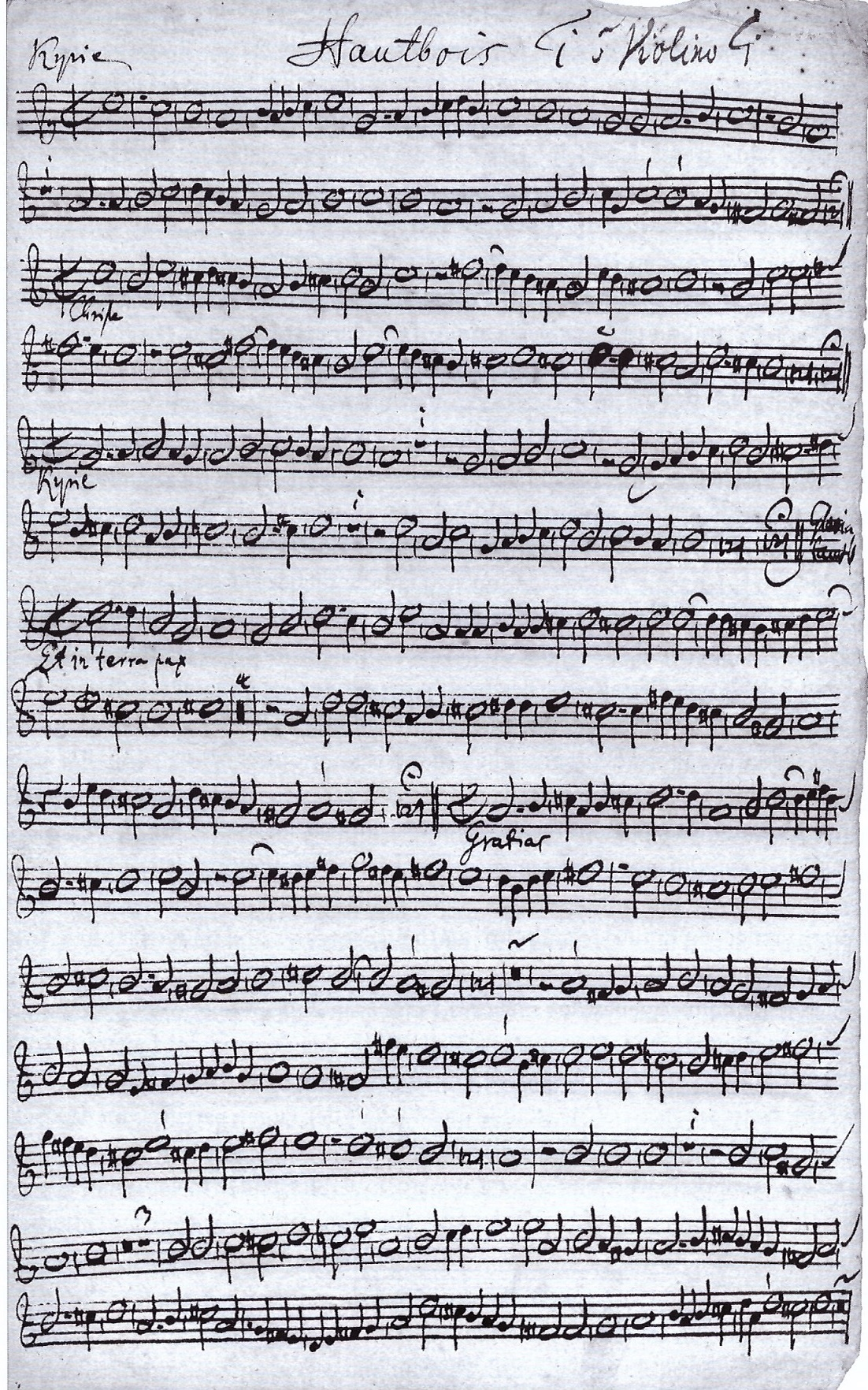
Kyrie és Gloria of the Missa canonica oboa- és hegedűrészei, Johann Sebastian Bach másolata az 1740-es évek elején

- Missa canonica négy szólamra és basso continuóra (Velence, 1705)[8]

### Missa canonica
Gasparini Missa Canonica című művét Johann Sebastian Bach ismerte, aki 1740-ben kimásolta, és – miután vonós, oboa, kornett, harsona és orgonaszólamokat adott hozzá – előadta a Kyriét és a Gloriát a lipcsei Szent Tamás-templomban és a Szent Miklós-templomban.

### Felvételek
- Il Vecchio Avaro ; Gloria Banditelli – Fiammetta, Antonio Abete – Pancrazio, Il Viaggio Musicale – zenekar, Alessandro Bares – koncertművész. Bongiovanni - Bologna GB 2210-2. (1998)
- Dori & Daliso – Mirena és Floro, Auser Musici, Carlo Ipata, rendező, Symphonia SY 03207 (2004)
- Cantate da Camera a voce e basso continuo – Susanna Rigacci szoprán; Gabriele Micheli csembaló. Tactus TC 660701 (2004)
- Il Bajazet – Auser Musici; Carlo Ipata, rendező; Giuseppina Bridelli, szoprán; Ewa Gubańska, mezzoszoprán; Benedetta Mazzucato, contralto; Giorgia Cincirpi, mezzoszoprán; Antonio Giovanni, kontratenor; Filippo Mineccia, kontratenor; Raffaele Pè, kontratenor; Leonardo De Lisi, tenor. Glossa GCD923504 (2015)
- Arie Sacre – Alberici Eleonora, szoprán; Mario Genesi, részlet (2007), tartalmazza F. Gasparini Panis Angelicus c. motettáját

## Fordítás
- Ez a szócikk részben vagy egészben  a   Francesco Gasparini című angol Wikipédia-szócikk ezen változatának fordításán alapul.  Az eredeti cikk szerkesztőit annak laptörténete sorolja fel. Ez a jelzés csupán a megfogalmazás eredetét és a szerzői jogokat jelzi, nem szolgál a cikkben szereplő információk forrásmegjelöléseként.
- Ez a szócikk részben vagy egészben  a   List of operas by Francesco a Gasparini című angol Wikipédia-szócikk ezen változatának fordításán alapul.  Az eredeti cikk szerkesztőit annak laptörténete sorolja fel. Ez a jelzés csupán a megfogalmazás eredetét és a szerzői jogokat jelzi, nem szolgál a cikkben szereplő információk forrásmegjelöléseként.